# Rhynchospora lindeniana
Rhynchospora lindeniana är en halvgräsart som beskrevs av August Heinrich Rudolf Grisebach. Rhynchospora lindeniana ingår i släktet småag, och familjen halvgräs. Inga underarter finns listade i Catalogue of Life.